# تفهیم‌نامه طراحی

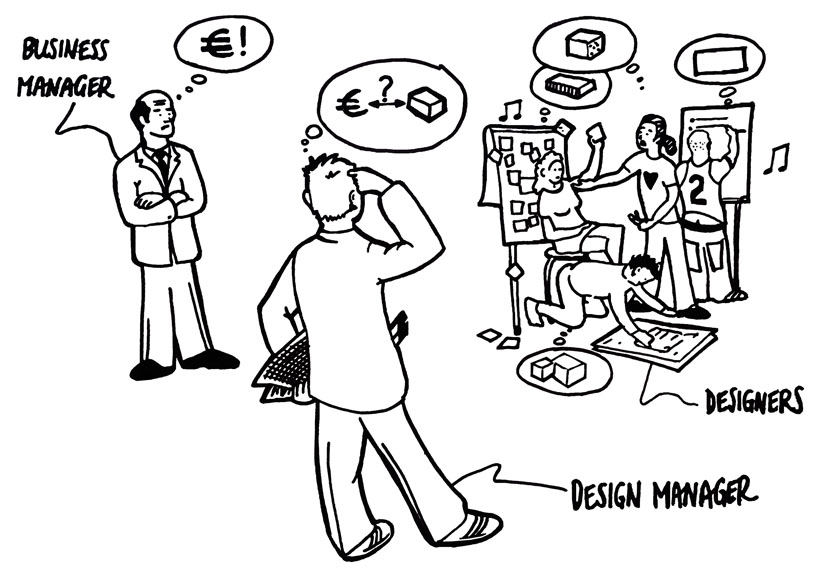
طرح خلاصه شده فرآیند مدیریت طراحی

تفهیم‌نامهٔ طراحی (به انگلیسی: Design Brief) یک سند بالادستی مکتوب است که در رابطه با پروژه‌های طراحی نیاز به نوعی طراحی را تشریح می‌کند.
این سند یکی از مهمترین ابزارها در رشته نوپای مدیریت طراحی می‌باشد. تمرکز این سند به جای آنکه تنها بر مباحث زیبایی شناختی استوار باشد بر نتایج عملکردی و کارایی مورد انتظار از پروژه طراحی است. تفهیم نامه طراحی عمدتاً زمانی به کار گرفته می‌شود که یک طراح مستقل و یک یا آژانس برون سازمانی خدمات طراحی، در نقش مشاور برای یک کارفرما به انجام مسئولیت می‌پردازد و کمتر برای طراحان یا واحدهای طراحی درون سازمانی کارایی دارد و هر اندازه ابعاد و حساسیت پروژه بیشتر باشد و نتایج مورد انتظار از طراحی بیشتر اهمیت پیدا کند، کارکرد چنین سندی بیشتر می‌شود. هدف از تفهیم نامه طراحی آن است که سازمان کارفرما و مجموعه ذینفعان پروژه به همراه گروه طراحی در رابطه با مهمترین مسائل پروژه به اشتراک دیدگاه برسند. وجود و تصویب تفهیم نامه طراحی میان طرفین سبب می‌شود که گروه طراحی بتواند، طراحی را در راستای اهداف کسب و کار و حل نیازهای سازمانی هدایت کند. در ضمن مطالب درج شده در این سند مبنای تصویب طرح نهایی و شاخص ارزیابی موفقیت طرح در پاسخ به نیازهای قید شده خواهد بود.
تفهیم نامه طراحی، همواره جزئی لاینفک از فرایند طراحی در بنگاه‌های اقتصادی و شرکت‌ها است و مخصوصاً در حوزه‌های مرتبط با معماری، ارتباط تصویری، طراحی محصول و حوزه‌های مهندسی کارایی دارد.
در کشورهای مختلف گاهی به جای "تفهیم نامه طراحی (design brief)" از واژه‌های دیگری مانند: "تفهیم نامه خلاق (creative brief)"، تفهیم نامه بازاریابی (marketing brief)، تفهیم نامه پروژه (project brief) یا تفهیم نامه نوآوری (innovation brief) نیز استفاده می‌شود که عبارت آخر در اروپا بیشتر رایج است. هر یک از این اسامی بسته به فرهنگ سازمان ممکن است کاربردی خاص پیدا کند و مثلاً شرکتی تصمیم بگیرد که سطوحی بالاتر از تفهیم‌نامه طراحی را، تفهیم‌نامه برند بنامد و اطلاعاتی که برای طراحی در سطوح میانی و در رده کارشناسی سازمان مبادله می‌شود را "تفهیم نامه یا بریف خلاق (creative brief)" خطاب کند. این سند در بعضی از پروژه‌ها می‌تواند مکمل یا حتی شامل بر اسناد دیگری مانند تحلیل نیازمندی‌ها (requirements analysis) باشد.

## مفاد ضروری یک تفهیم نامه طراحی
یک تفهیم نامه طراحی کامل در پروژه‌هایی مانند طراحی محصول، بسته‌بندی، ارتباط تصویری و برندسازی حداقل شامل سرفصل‌های زیر خواهد بود که به این به موارد بسته به ابعاد و نوع پروژه ممکن است سرفصل‌های دیگری نیز اضافه شود:
- پیش زمینه و کلیات پروژه
- بررسی حیطه و طبقه کسب و کار (category review)
- بررسی مخاطب هدف (target audience review)
- معرفی شرکت، محصولات و خدمات آن (company portfolio)
- اهداف کسب و کار (business objectives) و راهبرد طراحی (design strategy)
- چشم‌انداز پروژه، زمانبندی و بودجه
- داده‌های تحقیقاتی
- پیوست

در حوزه طراحی معماری به این دلیل که معمولاً ابعاد کمتری از هویت شرکت سفارش دهنده مطرح است این بخش زیاد پررنگ نیست اما در عوض اطلاعات اقلیمی، محیطی، فرهنگی و اجتماعی بیشتر اهمیت می‌یابد. در پروژه‌های معماری بزرگ و پیچیده و در بسیاری از پروژه‌های طراحی صنعتی ابعاد بسیار گسترده فنی در تفهیم‌نامه طراحی لحاظ می‌گردد و از همین جهت مشاوران و متخصصین مختلف در نگارش تفهیم‌نامه مشارکت خواهند کرد.

## واژه‌شناسی و پیشینه در زبان فارسی
با وجود آنکه مفهوم «بریف» در علوم مدیریت بسیار پرکاربرد است، اما در محافل علمی و تخصصیِ مرتبط در ایران مفهومی کمتر شناخته‌شده می‌باشد؛ با این حال، واژه‌ها و عبارات فارسی متعددی در مقالات علمی و پایان‌نامه‌های دانشجویی و نشریات برای «بریف» یا در اینجا «دیزاین بریف» معادل‌سازی شده‌است.
در مقدمهٔ برگردان فارسی از کتاب Creating the Perfect Design Brief، سلمان یافت‌آبادی مجموعه‌ای از واژگان و ترکیبات به‌کارگرفته‌شده در منابع گوناگون را گردآوری کرده و با دلایلی مفصل، هرکدام را دارای مشکلات و نارسایی‌هایی دانسته‌است:
دستورالعمل طراحی، دستور طراحی، دستور کار طراحی، شاخصه‌های طراحی، پیش‌طرح طراحی، خلاصهٔ طراحی، مختصر طراحی، طرح تفصیلی طراحی، صورت‌مسئلهٔ طراحی، تعیین هدف طراحی، توجیهات طراحی، پیش‌خواست، پیش‌درخواست و… که هرکدام از این واژه‌ها یا به بخشی از مفهوم عملکردیِ «دیزاین بریف» اشاره دارند، یا آنقدر توضیحی هستند که کارکرد یک واژهٔ خاص را ایفا نمی‌کنند یا با واژه‌های تخصصی حوزه‌های دیگر یکسان یا مشابه هستند؛ مانند پیش‌طرح که معادل «اسکیس» هم هست.
وی در نهایت واژهٔ «تفهیم‌نامه» را به عنوان معادل مناسب در زبان فارسی برای «بریف» پیشنهاد می‌کند. او می‌گوید:

«تفهیم» واژه‌ای است که به عمد ماهیتی مبهم دارد که به صراحت به موضوع خاصی اشاره نمی‌کند و به همین دلیل جمع‌بندی و درک هرآنچه که باید از قبل مورد توجه قرار گیرد را پوشش می‌دهد و «نامه» به معنی نوشته‌ای مکتوب، خلاصه و کامل است. واژهٔ تفهیم‌نامه در ادبیات فارسی تا به حال استفاده نشده و کاربردهای دیگری برای آن جا نیفتاده است.